# Antoni Forcades Ferraté
Antoni Forcades Ferraté (Reus, 28 de novembre de 1875 - Calafell, 30 de juliol de 1936) va ser un religiós català de l'orde de Sant Joan de Déu.
Fill d'una família humil i molt religiosa, els altres tres germans seus van entrar de nens en ordes catòliques, però ell va quedar-se amb la família fins que va haver d'anar al servei militar. Va ser exclòs per ser baix de talla i amb 24 anys va entrar a l'orde Hospitalari de sant Joan de Déu, el 1899. Una vegada fet el noviciat i els vots, va anar a prestar servei a Ciempozuelos i a l'asil de la Línea de la Concepción. Després va anar al manicomi de Sant Boi de Llobregat, a l'asil de Barcelona i a l'Institut Benèfic per a epilèptics de Carabanchel. El 1906 va ser enviat a Mèxic i prestà serveis al manicomi de Zapopán, a l'hospital de San Martín de Guadalajara i a la ciutat de Mèxic. Va viure les revolucions del país i les persecucions religioses, i tornà a l'estat espanyol, on el 1918 va ser destinat a l'hospital de Sevilla. Després va ser a Gibraltar, Barcelona, Santa Águeda d'Arrasate i Calafell, al Sanatori Marítim Antituberculós de Sant Joan de Déu.
Els primers dies de la guerra civil de 1936, el 25 de juliol, un grup d'homes armats van ocupar el Sanatori i es van fer càrrec de la seva organització. Van agafar els 15 religiosos que hi havia i fent-los treure els hàbits que portaven els van deixar marxar. però al cap de poc, els van detenir i els van portar al Vendrell, on van ser objecte de burles a la plaça del poble. El 30 de juliol, a les dues de la tarda, van ser portats en camió a la carretera de Barcelona i van ser metrallats arrenglerats a la cuneta. Els van enterrar al cementiri de Calafell, però més tard, l'orde de Sant Joan va recollir totes les despulles i les van traslladar a Sant Boi, a la casa de l'orde, on van ser col·locats en un mausoleu. El 25 d'octubre de 1992, el papa Joan Pau II va beatificar tots els membres de l'orde morts el 1936.